# Euphionella lobulata
Euphionella lobulata är en ringmaskart som först beskrevs av Seidler 1922.  Euphionella lobulata ingår i släktet Euphionella och familjen Polynoidae. Inga underarter finns listade i Catalogue of Life.